# Wilhelm Hoyer (Geologe)

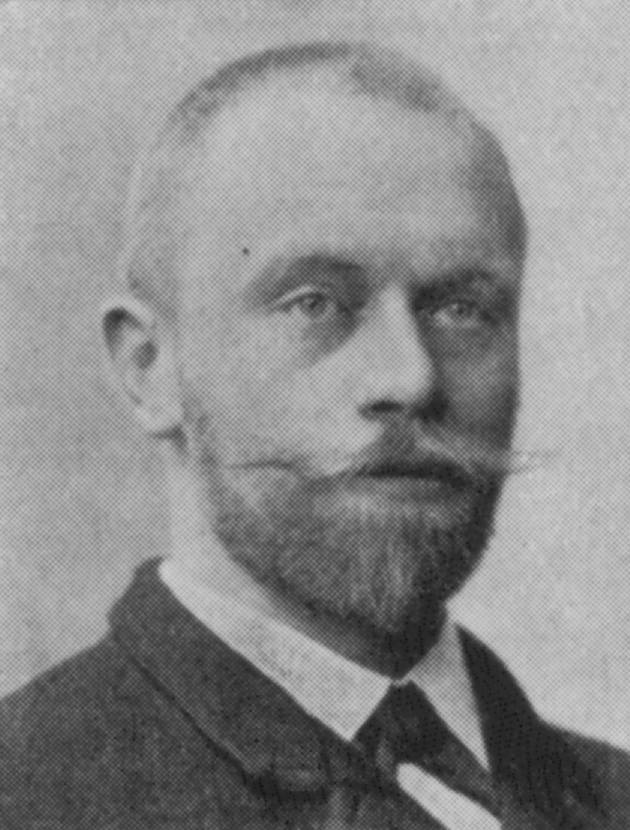
Wilhelm Hoyer

Wilhelm Hoyer (* 11. Mai 1854 in Philadelphia; † 29. Oktober 1932 in Hannover)  war ein deutscher Geologe und Ingenieur. 

## Leben
Wilhelm Hoyer wurde in Philadelphia geboren, wo sein Vater als Missionspfarrer tätig war. Als dieser an die Christuskirche in Hannover berufen wurde, besuchte Hoyer das damalige Lyzeum I (später Ratsgymnasium) in Hannover. Nach dem Abitur studierte er Bauingenieurwesen an der dortigen Technischen Hochschule, später an der Technischen Hochschule Stuttgart. Während seines Studiums wurde er bei den Corps Slesvico-Holsatia und Stauffia aktiv. 1886 bestand Hoyer die Regierungsbaumeisterprüfung. Von 1886 bis 1887 war er Assistent für Bauwissenschaften an der TH Hannover, 1897 bis 1899 Bahnbau- und Betriebsinspektor, dann beratender Ingenieur für Eisenbahn- und Tunnelbau. 1900 wurde Hoyer Privatdozent für praktische Geologie an der TH Hannover. 1904 wurde ihm das Prädikat Professor beigelegt. 1905 übernahm er das Lehrfach für praktische Paläontologie. 1908 wurde er zum Baurat ernannt. Kurz vor dem Ersten Weltkrieg wurde Hoyer mit der Untersuchung der geologischen Verhältnisse für den Bau der Bagdadbahn beauftragt. Während des Ersten Weltkriegs übernahm er vertretungsweise die Lehrstühle für Eisenbahnwesen und Brückenbau und hielt auch Vorlesungen über Straßen- und Tunnelbau. 1918 wurde er zum ordentlichen Honorarprofessor in der Abteilung für Bauingenieurwesen der TH Hannover ernannt.
Hoyer galt als einer der bedeutendsten Kenner der Geologie der Provinz Hannover. Sein Hauptinteresse galt den Bodenschätzen Niedersachsens, vor allem Kali und Erdöl. In den Anfängen des industriellen Kalibergbaus war Hoyer für viele Unternehmen als Gutachter und beratender Geologe tätig. Auch im Bereich der entstehenden niedersächsischen Erdölindustrie machte er sich einen Namen. 1929 ehrte ihn das Corps Slesvico-Holsatia durch Ernennung zum Ehrenburschen.

## Werk
- Wilhelm Hoyer: Unterbau. In: Handbibliothek für Bauingenieure. Teil 2, Band 3. Berlin 1923.